# Mauri Valtonen
Mauri Valtonen, född 29 maj 1945 i Vasa, är en finländsk astronom.
Valtonen avlade doktorsexamen (PhD) vid Universitetet i Cambridge 1975. Han var 1967–1968 forskningsassistent i astrofysik vid Helsingfors universitet och 1968–1971 tillförordnad amanuens vid astronomiska observatoriet. Han var 1974–1975 forskare vid Forskningsinstitutet för teoretisk fysik och 1975–1979 forskare i USA, yngre forskare vid Finlands Akademi 1980. År 1980 utsågs han till professor i astronomi vid Åbo universitet.